# Forêt nationale d'Angeles
Pour les articles homonymes, voir Angeles (homonymie).
La forêt nationale d'Angeles (anglais : Angeles National Forest) a été établie le 20 décembre 1892 sous le nom de San Gabriel Timberland Reserve. Elle s'étend sur  2 652 km2 dans les monts San Gabriel, juste au nord de l'aire urbaine du Grand Los Angeles, en Californie. Les paysages de la forêt sont divers et son altitude va de 365 à 3 067 m. Elle est en grande partie recouverte par un chaparral dense et par des forêts de pins et de sapins dans les hauteurs. Elle est traversée par le Pacific Crest Trail.

## Sommets principaux
Les principaux sommets sont:
- Mount San Antonio, 3067 m, aussi connu sous le nom de Mt. Baldy
- Pine Mountain, 2940 m
- Dawson Peak, 2918 m
- South Mount Hawkins, 2372 m
- Vetter Mountain, 1800 m
- Mount Wilson, 1740 m, où se trouve un observatoire